# Ulla-Britt Edberg
Svea Ulla-Britt Edberg, född Källman 29 september 1928 i Stockholm, död 23 maj 2020 i Sankt Johannes distrikt, Stockholm, var en svensk kulturjournalist och pjäsförfattare.
Edberg studerade till pianist för Gottfrid Boon och Hans Leygraf, och i kammarmusik för Enrico Mainardi. 1965 rekryterades hon av musikkritikern Per-Anders Hellqvist till Svenska Dagbladet för att skriva musikreportage under signaturen "Ulrika". 1968 anställdes hon vid samma tidning som kulturskribent med inriktning musik och teater, och fick möjlighet att recensera. Hon skrev i Svenska Dagbladet fram till 1994.
Edberg gjorde bestående insatser som operalibrettist, bl.a. för Erik Westlings 666 1977 (byggd på Tore Zetterholms roman Säffle), Lars Edlunds kammaropera Flickan i ögat 1981 (byggd på Gustaf Frödings dikt med samma namn).